# Divadlo Husa na provázku

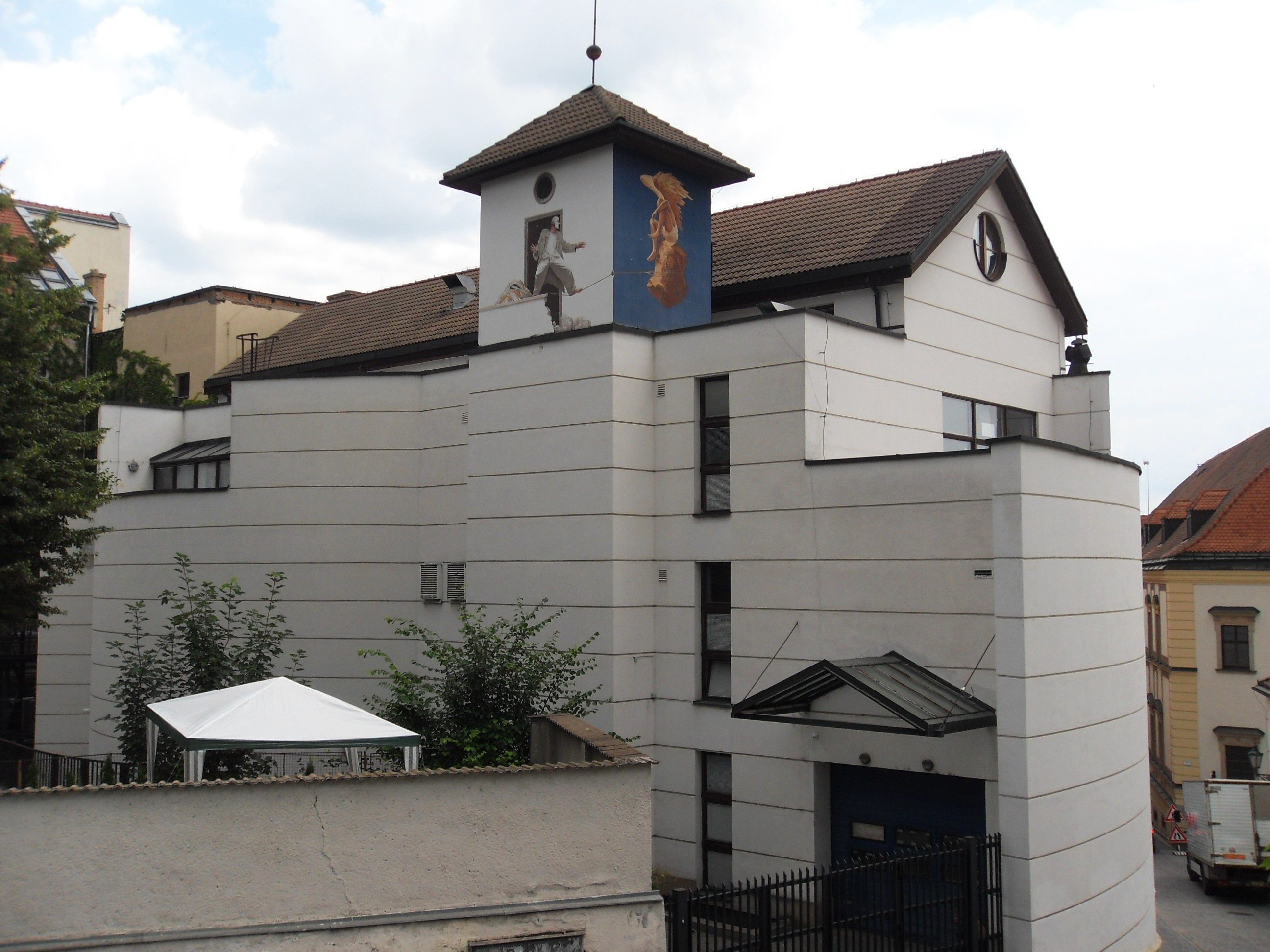
Novodobá dostavba divadla z Petrské ulice

Divadlo Husa na provázku je divadlo v Brně na Zelném trhu, jehož uměleckým šéfem je od konce sezony 2020/2021 dramaturg Martin Sládeček. Soubor funguje od roku 1967, kdy skupina divadelníků z JAMU pod vedením Bořivoje Srby začala experimentovat s divadelními tvary. Od roku 1968 soubor působil pod záštitou Domu umění města Brna.

## Historie

### 60. léta
Na počátku vzniku divadla byla myšlenka experimentální scény jako širšího kulturního centra, které by sdružovalo generačně a názorově spřízněné umělce. Vznik divadla sahá do roku 1967, kdy se kolem dramaturga Bořivoje Srby začala formovat skupina složená z profesionálních divadelníků, studentů uměleckých škol, mladých spisovatelů, hudebníků a výtvarníků. Sdružení si vypůjčilo název knihy brněnského spisovatele Jiřího Mahena Husa na provázku (1925), obsahující šestici experimentálních divadelních, cirkusových a filmových libret. Předmluva knihy se stala také uměleckým východiskem souboru.
Srba formuloval jako základní tvůrčí princip program nepravidelné dramaturgie, ve které jde o hledání nových témat v původně nedramatických textech. Jádro souboru tvořili studenti činoherní režie Eva Tálská, Zdeněk Pospíšil a Peter Scherhaufer, studenti herectví, např. Jiří Pecha, Hana Tesařová nebo Jiří Čapka, skladatel Miloš Štědroň, hudebníci Bohuš Zoubek, Vladimír Kramář a Max Wittmann, výtvarníci Boris Mysliveček a Libor David, literáti Miloš Pospíšil, Josef Souchop a další. Záštitu nad souborem převzal brněnský Dům umění, konkrétně jeho ředitel Adolf Kroupa. Od 15. do 18. března 1968 proběhla první veřejná představení v Procházkově síni Domu umění. Zdeněk Pospíšil uvedl svou montáž Panta Rei aneb Dějiny národa českého v kostce podle Milana Uhdeho a Eva Tálská představila kreaci na verše Christiana Morgensterna Šibeniční písně. Dům umění zůstal na 25 let domovskou scénou souboru.
V dubnu 1969 se do čela KSČ dostal Gustáv Husák a soubor musel na základě cenzurního zásahu ze svého názvu vypustit slovo „husa“, jelikož během jedné noci někdo v ulicích Brna přepsal plakáty divadla na „Husák na provázku“. Soubor přijal název Divadlo na provázku. 

### 70. léta

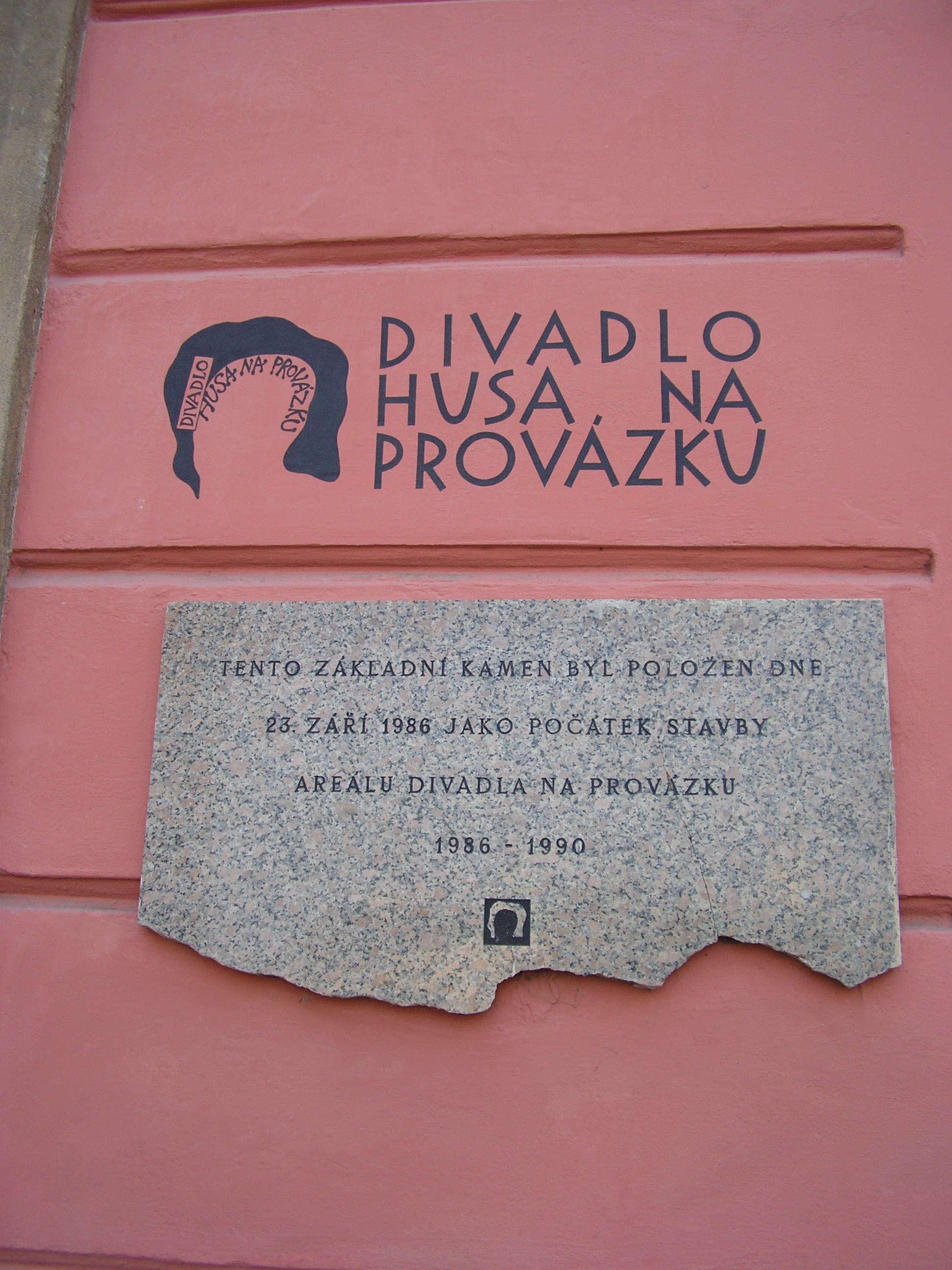
Základní kámen divadla

V prvních letech fungování se soubor snažil formulovat své cíle a směřování. V roce 1971 vytvořili divadelníci dokument Programová východiska, kde jako nejdůležitější označili hledání a experimentování, dramaturgickou otevřenost, hraní v nepravidelném prostoru, fyzickou a pohybovou připravenost herců a kontakt s aktuálními tendencemi světového divadla. 
Od 1. ledna 1972 se podařilo divadlo profesionalizovat a od května toho roku začal soubor pravidelně hrát v Procházkově síni, kterou postupně přetvářel do podoby variabilního divadelního prostoru. Do stálého angažmá přišli Jiří Pecha, Boleslav Polívka, Gabriela Wilhelmová, Jiří Bartoška, Karel Heřmánek a Miroslav Donutil. Jako dramaturg nastoupil Petr Oslzlý, který se v dalších letech výrazně podílel na rozvíjení paradivadelních a společenských aktivit souboru, kontaktů s hnutím otevřeného divadla a přípravě mezinárodních projektů. V roce 1973 se poprvé se uskutečnila festivalová akce Divadlo v pohybu.
V roce 1974 se divadlo stalo známým nejen v Brně, ale postupně v celém kraji a velkých městech Československa. V letech 1973–1978 vznikla řada inscenací, které divadlo proslavily v rámci celé Evropy. Od roku 1975 byl soubor pravidelně zván na zahraniční festivaly a divadelní přehlídky (Nancy, Lodź, Wroclaw, Milán, Avignon, Berlín a další), počala také mnohá přátelství a spolupráce se zahraničními skupinami, především s polským Teatrem 77. Divadlo na provázku doplnilo svá programová východiska o koncept otevřeného divadla, sestávající z paradivadelních akcí a pouličního divadla.
Při Divadle na provázku bylo v roce 1975 zřízeno amatérské Dětské studio. Studio se řídilo profesionálním uměleckým, pedagogickým a inscenačním programem.

V lednu 1977 byl soubor divadla vyzván, aby se podepsal pod prohlášení proti Chartě 77, tzv. Antichartu. Po dlouhých diskuzích se kolektiv rozhodl prohlášení nepodepsat, i když se tak vědomě postavil do opozice vůči tehdejšímu režimu. Program divadla byl formulován jako nenásilný boj za demokracii. V témže roce se v souvislosti s přípravou nového divadelního zákona rozvíjejí diskuze o budoucí existenci divadla. Následně bylo na začátku roku 1978 administrativně připojeno ke Státnímu divadlu v Brně, jako jeho pátý, experimentální soubor, ze svého sídla v Domě umění se ale přestěhovat nemuselo. V roce 1979 se ve Stockholmu Divadlo na provázku stalo tajným členem Mezinárodní federace nezávislých alternativních divadel (IFIT).

### 80. léta
Na začátku roku 1980 proběhla v Brně česká premiéra projektu Vesna národů – Wiosna ludów, kterou Divadlo na provázku přichystalo s polským Teatrem 77. Na událost rychle zareagovala cenzura a další uvádění v Brně i v zahraničí bylo zakázáno. Právě tato inscenace zapříčinila také nedobrovolnou výměnu vedení divadla. Jako nový umělecký vedoucí byl dosazen herec činohry Státního divadla Jaroslav Tuček, člen KSČ. I přes tyto cenzurní zásahy mělo divadlo stále možnost vystupovat na zahraničních festivalech a účastnit se mezinárodních projektů.
V roce 1982 se po dlouhodobých peripetiích podařilo inscenovat Příběhy dlouhého nosu (1982, režie Tálská), jevištní kreaci na verše Edwarda Leara. V září téhož roku se odehrál druhý ročník festivalové akce Divadlo v pohybu II, koncipované jako „karneval umění“. Ve 21 dnech představilo divadlo totožný počet vlastních inscenací.
Od začátku roku 1986 vznikají projektové studie ohledně nové divadelní budovy pro Divadlo na provázku. Architekt Václav Králíček ve své studii vytvořil návrh rekonstrukce barokního paláce pánů z Fanalu a dostavby moderní budovy. Projekt se podařilo prosadit a na čelní zeď budoucího divadelního komplexu byl upevněn symbolický základní kámen. V srpnu téhož roku byla formulována první vize Centra experimentálního divadla (CED) jako tvůrčího dramatického modelu. Ke konci roku se k této vizi připojilo také brněnské HaDivadlo.
U příležitosti sedmdesátého výročí vzniku samostatného státu vytvořilo v roce 1988 Divadlo na provázku spolu s HaDivadlem první číslo scénického časopisu Rozrazil 1/88 (o demokracii). Projekt publicistického divadla Rozrazil vznikl z potřeby kriticky a otevřeně se vyjádřit k naléhavým tématům ve společnosti. Jelikož opakovaně nebylo povoleno vydání časopisu v tištěné podobě, vznikla mezi umělci kolem zmíněných brněnských divadel idea vytvořit jej scénicky. V dalších letech následovaly čísla Rozrazil 2/89 (Občanské fórum), Rozrazil 3/99 (K současnosti), Rozrazil 4/06 (O Brně) a zatím poslední Rozrazil 5/2013 – O naší nynější krizi.
V listopadu 1989 zahájilo Divadlo na provázku společně s HaDivadlem v souladu se svým uměleckým a občanským programem divadla stávku divadel v Československu jako protest proti komunistickému režimu. 

### 90. léta
Hned v prvních dnech roku 1990 vrátilo divadlo do svého názvu zakázané slovo „husa“ a přejmenovalo se na Divadlo Husa na provázku. Z vedení odešel komunistickými orgány přidělený Jaroslav Tuček. Spolu s HaDivadlem se Divadlo Husa na provázku pustilo do realizace projektu Centra experimentálního divadla (CED). Jeho prvním ředitelem se stal Milan Sedláček. Jako jedno z prvních československých divadel uvedlo inscenaci Havlovy Zahradní slavnosti. Od počátku roku 1990 se také rozvíjela realizace nového areálu Divadla Husa na provázku.
Změna společenské situace dala divadlu častější možnost cest do zahraničí. Během května divadlo pod hlavičkou CED organizovalo v té době už sjednoceném Berlíně přehlídku českých a slovenských divadel Divadelní festival ČSFR, kterou doprovázely přednášky a výstavy. Následovaly festivaly a představení ve Vídni, Mnichově nebo dánském Aarhusu.
V roce 1992 se Divadlo Husa na provázku a HaDivadlo odpojilo od Zemského divadla v Brně. Od 1. ledna začalo právně existovat Centrum experimentálního divadla (CED) a vznikla tak nová kulturní instituce zřizovaná městem Brno. Během ledna téhož roku byly dokončeny práce na paláci pánů z Fanalu, který tvořil první část nového divadelního areálu. Během slavnostního otevření 11. ledna probíhala v celém prostoru historické budovy mnohahodinová akce nazvaná Otevření dveří.

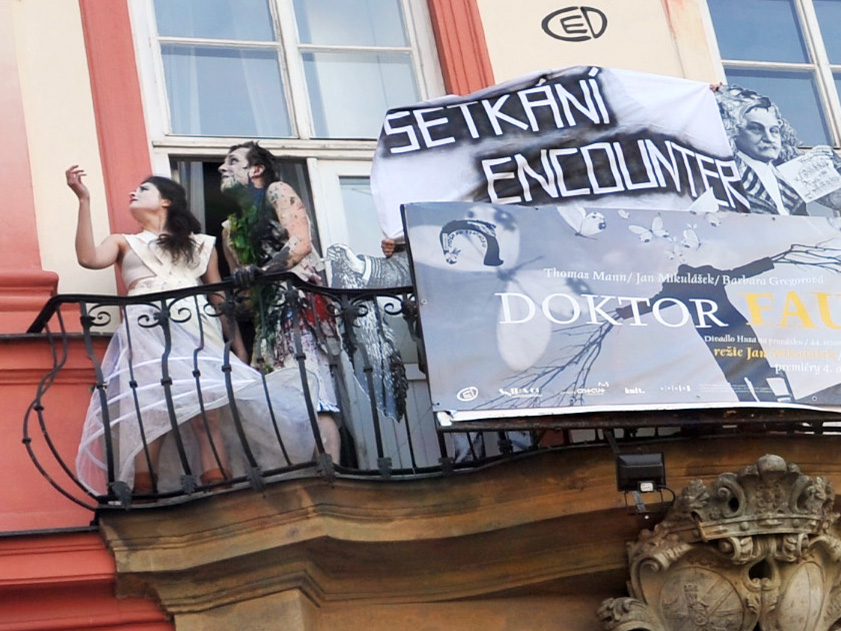
Festival Setkání/Encounter v budově divadla

Na konci května 1993 proběhlo happeningové rozloučení se s bývalým prostorem divadla v Domě umění s názvem Posledních 24 hodin – bál vzpomínek. Akce probíhala od 29. května 4:51 hodin ráno do 4:52 hodin druhého dne. 5. září téhož roku se otevírá celý nový areál Divadla Husa na provázku na Zelném trhu a přilehlé Petrské ulici. Současně byl zahájen další ročník Mezinárodního kulturního festivalu Divadlo v pohybu (IV) – Brno 93.
V únoru 1994 se Divadlo Husa na provázku poprvé spolu s divadelní fakultou JAMU a městem Brnem stalo spolupořadatelem mezinárodního festivalu divadelních škol Setkání/Encounter Brno '94, se kterým v rámci CED spolupracuje dodnes.
Během roku 1995 podniklo divadlo několik zahraničních zájezdů, vystupovalo na Knižním veletrhu v Lipsku, s inscenací Labyrint světa na slavnostním otevření Komenského zahrady v Berlíně, dále v Bad Kissingenu nebo polském Sanoku. Divadlo se zúčastnilo také Mezinárodního festivalu experimentálních divadel, druhé nejvýznamnější akce svého druhu v arabském světě, v egyptské Káhiře. Divadlo Husa na provázku také pravidelně hostilo soubory a umělce z celého světa.
V březnu 1998 uběhlo přesně třicet let od prvního představení Husy na provázku v Procházkově síni Domu umění. Divadlo toto výročí oslavilo uspořádáním divadelního happeningu – expozice Repete po třiceti letech. Ve vstupní hale Domu umění byly vystaveny plakáty, programy, fotografie a různé dekorace a rekvizity z historie divadla i jeho inscenací. Zároveň zde probíhalo několikahodinové pásmo složené z písní a úryvků z inscenací, předčítání dokumentů, prohlášení a her. Vrcholem byla scénická akce nazvaná Počítání husiček v divadelní polévce, která rozmanitými způsoby odkazovala na všechny inscenace, které Divadlo Husa na provázku dosud vytvořilo.
V květnu 1999 zemřel jeden ze zakládajících členů divadla a jeho „duchovní vůdce“ Peter Scherhaufer. Stalo se tak den před odletem Divadla Husa na provázku na mezinárodní festival do Jihoafrické republiky s inscenací Svatba. V témže roce je také obnoveno „vycházení“ scénického časopisu Divadla Husa na provázku a HaDivadla Rozrazil 3/99 (k současnosti). 

### Po roce 2000[4]
Po více než třiceti letech je 1. dubna 2000 uvedena hra Komedie o umučení a vzkříšení našeho Pána a Spasitele Ježíše Krista v režii Evy Tálské. K realizaci bylo přizváno velké množství účinkujících, inscenace se tak stala nejlidnatější inscenací v historii divadla. V této době se také rozvíjí spolupráce se Sdružením Serpents a divadlem Archa na společném projektu Archa 2000 (divadlo v pohybu), který probíhá v libeňské synagoze na Palmovce, v opuštěných budovách holešovického pivovaru i v ulicích města Prahy a tramvajových vozech. Posléze se podobná akce uskutečnila také v Brně.
Začátkem sezóny 2001/2002 přišel do Divadla Husa na provázku coby režisér, dramaturg a autor Luboš Balák, který se představil projektem divadelního sitcom seriálu Funebráci, s.r.o. V lednu 2002 se Balák stal novým uměleckým šéfem divadla. 

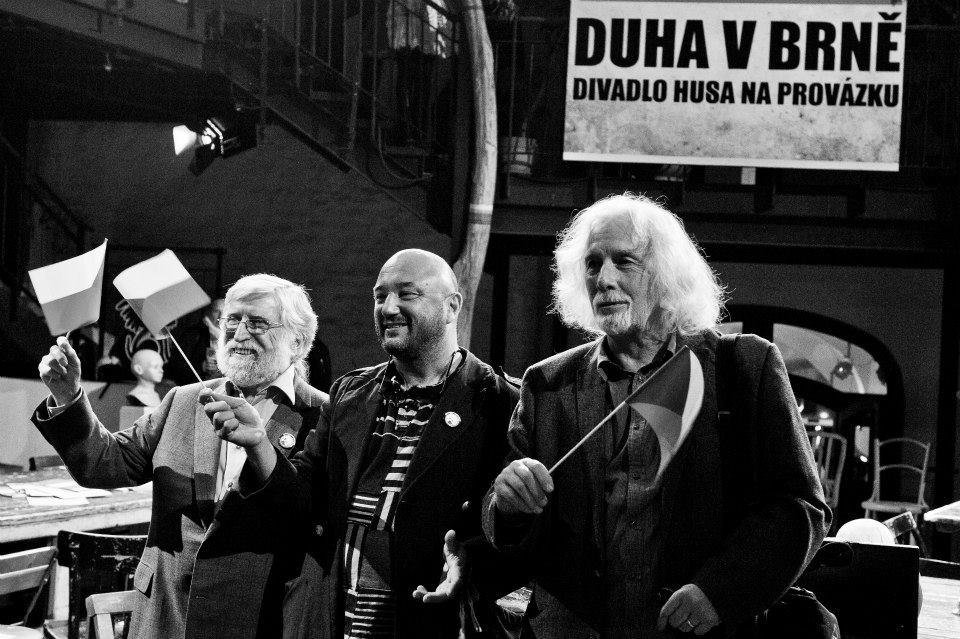
Festival Duha v Brně ke 45. výročí založení divadla

Novou sezónu 2003/2004 zahájil Losers´ festival, jehož náplní byly hra na téma loserů a vyděděnců na okraji společnosti. Do Divadla Husa na provázku se díky této akci dostalo několik mladých režisérů z brněnské JAMU, Hana Mikolášová, Ondřej Elbl, Pavel Baďura a Jolana Kubíková. Na konci roku 2003 se do divadla vrátil Vladimír Morávek s prvním dílem projektu Sto roků kobry. Druhý díl proběhl v lednu 2004.
V roce 2005 došlo k mnoha personálním a organizačním změnám. Jako nový umělecký šéf nastoupil Vladimír Morávek, do souboru přišlo několik nových herců a organizačně technických pracovníků. Nástup nového uměleckého vedení prezentoval na začátku sezóny festival Sedm žlutých praporů aneb Nová smlouva. Skrze personifikované hříchy naší doby byly v sedmi dnech tematizovány největší lidské slabosti a marnosti. V rámci festivalu probíhaly koncerty kapel, autorská čtení, představení krátkých inscenací nebo skečů, projekce filmů a další aktivity.

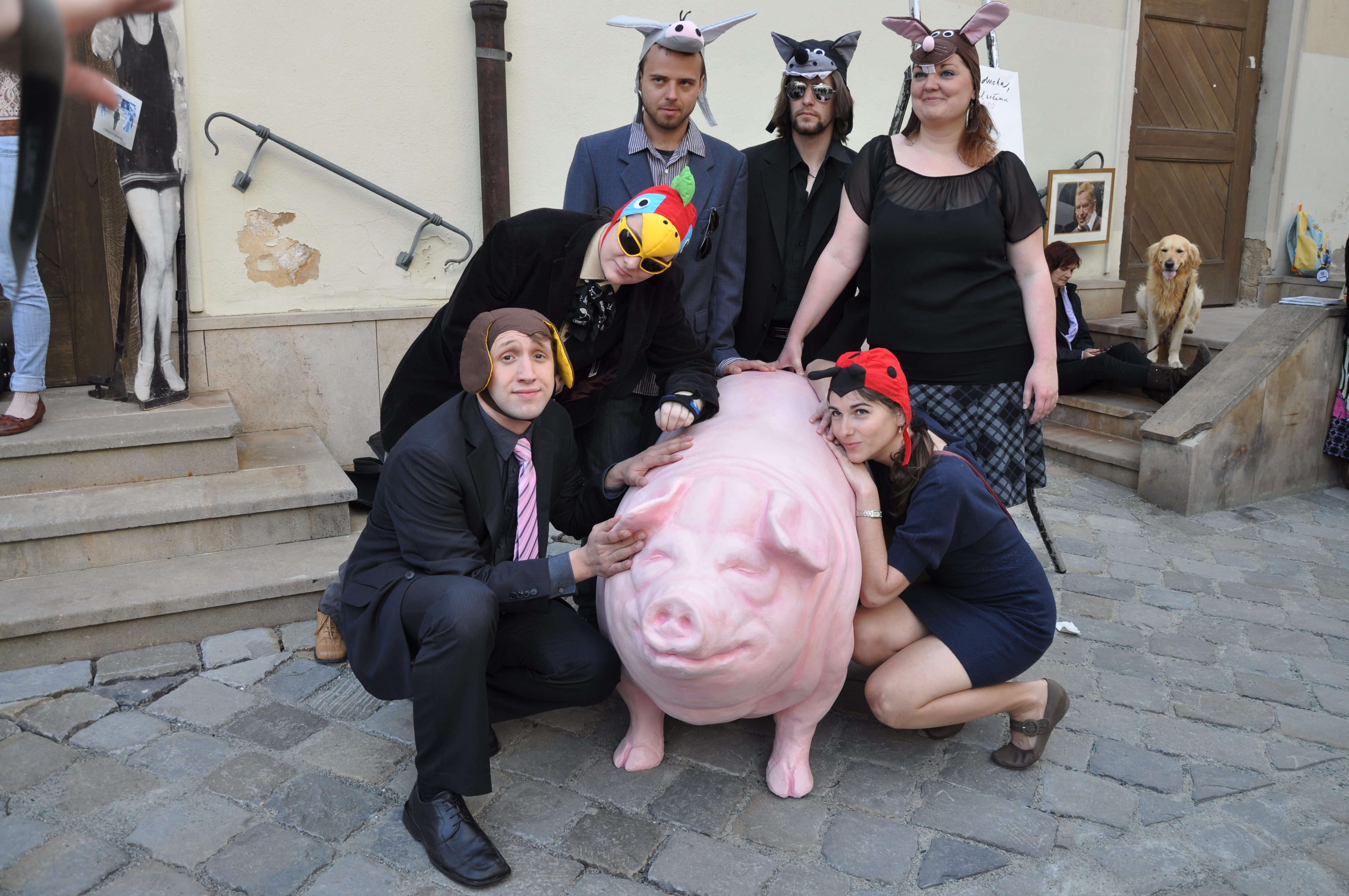
Happening k podpoře Uličky Václava Havla

Ojedinělou událostí roku 2006 byla premiéra jedenáctihodinové scénické fresky Svlékání z kůže Vladimíra Morávka, která proběhla v rámci festivalu Idioti hoří aneb Evropské dny Fjodora Michajloviče Dostojevského. Inscenace byla všeobecně přijata laickou i odbornou veřejností. Herec Jiří Vyorálek byl za ztvárnění všech mužských rolí nominován na cenu Thálie.
Během celého roku 2009 probíhala pravidelná setkání významných osobností z různých oborů na Kabinetech Havel. Náplní byly diskuze o současné české společnosti a budoucnosti země. V sezóně nazvané České moře byly uvedeny ryze české tituly, které se zabývají tématy dotýkajících se přímo České republiky a jejích obyvatel.
V roce 2012 završilo divadlo svůj návrat na evropskou scénu, kdy se účastnilo rozsáhlého mezinárodního projektu k uctění zesnulého Václava Havla. Začátek sezóny 2013/2014 patřil 9. ročníku Divadla v pohybu s názvem Duha v Brně, kterým Divadlo Husa na provázku připomnělo 45 let své existence. Během devíti dní proběhlo 45 divadelních událostí, festivalu se účastnila také řada hostů. V roce 2013 se Divadlo Husa na provázku angažovalo v iniciativě pojmenovat do té doby bezejmennou uličku pod Petrovem po Václavu Havlovi.
V roce 2017 Vladimír Morávek opustil pozici uměleckého šéfa Divadla Husa na provázku a přechodně jeho roli zastával dramaturg Miroslav Oščatka (nyní ředitel CED). V lednu 2019 se uměleckou šéfkou Divadla Husa na provázku stala oceňovaná česká režisérka Anna Davidová, která s sebou přivedla řadu nových spolupracovníků, mezi nimi i dramaturgy Kateřinu Menclerovou a Martina Sládečka. Ten ji na postu uměleckého šéfa nahradil na konci sezony 2020/21. Koncepce, kterou na Zelném trhu současné vedení rozvíjí, klade důraz na nepodbízivou dramaturgii současných témat a neotřelých předloh. Důležitým momentem je v ní také otvírání divadla rozmanitým estetikám i skupinám diváků.

### Umělecké vedení
| Jméno             | Od   | Do         |
| ----------------- | ---- | ---------- |
| Bořivoj Srba      | 1967 | 1970       |
| Zdeněk Pospíšil   | 1972 | 1974       |
| Peter Scherhaufer | 1974 | 1976       |
| Petr Oslzlý       | 1976 | 1980       |
| Jaroslav Tuček    | 1980 | 1989       |
| Milan Sedláček    | 1991 | 1992       |
| Petr Oslzlý       | 1992 | 2001       |
| Luboš Balák       | 2002 | 2005       |
| Vladimír Morávek  | 2005 | 2017       |
| Miroslav Oščatka  | 2018 | 2018       |
| Anna Davidová     | 2019 | 2021       |
| Martin Sládeček   | 2021 | současnost |

## Scény
V letech 1968–1993 sídlilo divadlo v prázdném prostoru Procházkovy síně v brněnském Domě umění. Nejprve zde hrálo sporadicky, po profesionalizaci pravidelně. Už od konce 60. let se divadlo snažilo najít pro sebe vhodnější prostory, vzniklo několik návrhů, ale žádný nebyl realizován. Až v roce 1985 prošel návrh rekonstrukce a dostavby barokního paláce pánů z Fanalu na Zelném trhu od architekta Václava Králíčka. Jeho návrh se ale nakonec nesetkal s pochopením a místo Králíčka nastoupili architekti Karel Hubáček a Jiří Hakulín. Současně se stavbou nového křídla probíhala také rekonstrukce historické budovy, včetně sklepních prostor. Do nového působiště se divadlo přestěhovalo v roce 1993 a působí zde dodnes.
V suterénu historické budovy se nachází unikátní Sklepní scéna, která vznikla propojením středověkých sklepení. Jeviště má podobu dřevěné laťové podlahy a od hlediště je opticky odděleno mohutným klenebním pásem. Hlediště tvoří stupňovité dřevěné podesty a volně postavenými sedadly; kapacita je přibližně 70 míst. Do roku 2019 byla sklepní scéna domovským prostorem Divadla U stolu, nyní se zde odehrávají se komorní inscenace Divadla Husa na provázku, projekty Centra experimentálního divadla a platformy pro performativní umění Terén. V dalších částech historické budovy se nachází administrativní a provozní zázemí divadla.
Na historickou budovu přímo navazuje venkovní Alžbětinská scéna, která ji propojuje s novou přístavbou. Otevřený prostor dvora obklopují ze tří stran zastřešené ochozy. Tato scéna slouží především pro představení v letních měsících. Alžbětinská scéna může pojmout až 250 diváků.
V nově postavené budově se nachází Velký sál, který je velmi variabilním prostorem bez zřetelného rozdělení hlediště a jeviště. Hlediště se buduje podle potřeb konkrétní inscenace pomocí stupňovitých podest a mobilních sedadel, variabilní je tedy i jeho kapacita.
Soubor Divadla Husa na provázku využívá pro své inscenace také prostoru foyer.

## Soubor a poetika divadla
Divadlo Husa na provázku patří k předním českým experimentálním scénám. Důležitým principem tvorby Divadla Husa na provázku je už od prvních sezón nepravidelná dramaturgie, která usiluje o hledání nových cest metodou zkoumání a experimentu. Klíčovou roli při tvorbě inscenace hraje osobnost režiséra. Poetika divadla je tedy silně ovlivněna vyhraněnými rukopisy jednotlivých režisérských osobností, které v divadle působily a působí. Důležitou myšlenkou je také pohled na divadlo jako místo sdružující lidi, pro které je divadlo životním postojem, a vnímání divadla jako živého hnutí.
Rozličné přístupy se uplatňovaly už u režisérů stojících u zrodu divadla. Režisérka Eva Tálská inklinovala ve své tvorbě k nonsensovým textům a scénickým variacím pohádkových námětů. Věnovala se také adaptacím básnických děl. Inspiraci čerpala především z folklorní a lidové tematiky, převažovalo u ní lyrické ladění a metaforičnost, zabývala se hudebností slova a významotvorným využitím hudby. Od 80. let se soustředila především na práci s dětmi a pro děti.
Zdeněk Pospíšil vytvořil na počátku fungování divadla dvě inscenace textových montáží, poté se zaměřil na scénické přepisy prozaických předloh, spolupracoval i s tehdy zakázanými autory (například Milan Uhde). Typickými rysy jeho tvorby byla hravost, komediální zkratka a různé formy vyprávění příběhu.
Peter Scherhaufer se ve své tvorbě nechal inspirovat lidovým divadlem, komedií dell’Arte a brechtovským epickým divadlem. Scherhaufer inscenoval rozličné předlohy, ať už šlo o adaptace próz, poezii, filmové scénáře, nebo dramatické texty. Tíhl k velkým a naléhavým tématům, které sděloval bohatým scénickým jazykem a dynamickým tvarem. V mnohých inscenacích spojoval postupy činohry, opery, pantomimy, klaunerie i baletu.
Koncept nepravidelné dramaturgie výrazně rozvíjel Petr Oslzlý, který do divadla přišel v roce 1972. Oslzlý vědomě vyhledával texty, které přirozeně obsahují dramatičnost, ale jejich téma stavěl do konfrontace s realitou. Inscenace tedy umožňovaly nový pohled na problémy a potřeby tvůrců a diváků. Podobně jako Scherhaufer i Oslzlý pracoval s montáží a koláží různých materiálů, které vytvářely prostor pro otevřenou komunikaci s publikem.
Od poloviny 70. let se začal režijně realizovat také herec Bolek Polívka. Jeho autorské projekty se staly další linií tvorby Divadla na provázku. Své celovečerní klauniády stavěl na jednoduchém příběhu a pohybovém umění. Spolupracoval především s herci Jiřím Pechou, Chantal Poullain a Dagmar Bláhovou. 
Od 90. let se v Divadle Husa na provázku výrazně prosazoval  režisér Vladimír Morávek. Jeho režie se vyznačovala výrazně snovou až bizarní obrazností, někdy až s prvky hororu. 
Koncepce, kterou na Zelném trhu rozvíjí současné umělecké vedení v čele s Martinem Sládečkem, klade důraz na nepodbízivou dramaturgii současných témat a neotřelých předloh. Důležitým momentem je v ní také otvírání divadla rozmanitým estetikám i skupinám diváků. Bezprostředně po svém nástupu přizvalo nové umělecké vedení ke spolupráci řadu význačných osobností české a slovenské režie, z nichž lze jmenovat Doda Gombára, Jiřího Havelku, Jana Mikuláška, Ondreje Spišáka nebo Petra Erbese a Borise Jedináka.
Z hereckých osobností působí v divadle dlouhodobě například Pavel Zatloukal, Vladimír Hauser nebo Jan Kolařík. Dlouholetou posilou souboru byla také oceňovaná herečka Ivana Hloužková.
Na počátku roku 2023 pod záštitou DHNP vznikl také amatérský soubor pro seniory Studio 60+. Členům souboru umožňuje setkání s řadou různých tvůrkyň, tvůrců a tvůrčích přístupů spojených s Provázkem a věnuje se tvorbě autorských inscenací s dokumentárními prvky.

## Repertoár
Divadlo Husa na provázku se poprvé veřejně představilo divákům v březnu 1968. Ve třech dnech byly uvedeny inscenace zakládajících režisérů. Zdeněk Pospíšil představil montáž Panta Rei aneb Dějiny národu českého v kostce, Eva Tálská Šibeniční písně a Peter Scherhaufer Umění platiti své dluhy a uspokojovati věřitele, aniž by bylo třeba vyjmouti jediný haléř z vlastní kapsy.
V první polovině 70. let divadlo poprvé vystoupilo v zahraničí s inscenacemi Chceme žít (1973, režie Tálská), Strašidýlka (1972, režie Polívka) a Theatrum anatomicum (1973, režie Scherhaufer). Průběžně vznikla řada legendárních inscenací, které divadlo proslavily u nás i v zahraničí. Jedná se například o inscenace Commedia dell’arte (1974, režie Scherhaufer), Svatba (1978, režie Scherhaufer), Alenka v říši divů (1973, režie Tálská) nebo klaunérie Bolka Polívky Am a Ea (1973, režie Polívka) a Pépe (1974, režie Polívka). V roce 1975 vznikla slavná inscenace z řady tzv. malých muzikálů Balada pro banditu (1975, režie Pospíšil), na které se tajně podílel Milan Uhde.
V roce 1983 proběhla premiéra známé Polívkovy autorské inscenace Šašek a královna (1983, režie Polívka), ve které se představila Chantal Poullain. Po značných cenzurních problémech se podařilo uvést hru Ludvíka Kundery Labyrint světa a Lusthauz srdce (1983, režie Scherhaufer). Pozornost vzbudila také představení akčního dětského divadla Svolávám všechny skřítky! Královna (1984, režie Tálská), ve kterých došlo k úplnému smazání hranice mezi diváky a herci, kdy byli do akce zapojeni všichni dětští diváci. Mezi další významné inscenace 80. let patří například Božská komedie (1986, režie Tálská), Balet Makábr (1986, Scherhaufer), Prodaný a prodaná (1987, režie Scherhaufer), třináctihodinová kulturní akce Všichni za jeden provázek (1987) nebo první číslo scénického časopisu Rozrazil 1/88 (O demokracii).
V prvních porevolučních letech je uvedena Havlova hra Zahradní slavnost (1990, režie Scherhaufer) a inscenace Katynka z Heilbronnu neboli Zkouška ohněm (1991, režie Tálská). Na vyzvání výstavy Evropa, Evropa byla v roce 1994 nastudována scénická kompozice Omyly slečny smrti (1994, Scherhaufer), která byla složena ze tří samostatných částí – Vyvolávači, Justýna a Chyba smrti.
V roce 1997 divadlo realizovalo projekt 4 kroky stranou (1997, režie Scherhaufer), v rámci kterého byly nastudovány čtyři dosud neinscenované texty: Třesk v podniku B.Ů.H., Kašparova kráva?, Dámská jízda, ...aneb Pohřbívání a Autobus na lince 21. V témže roce byla uvedena dosud jedna z divácky nejúspěšnějších inscenací Babička – fetišistická revue (1997, režie Krobot) s Jiřím Pechou v hlavní roli.
Po roce 2000 vznikly například inscenace Komedie o umučení a vzkříšení našeho Pána a Spasitele Ježíše Krista (2000, režie Tálská), Rozum do hrsti (2001, režie Tálská), Baletky (2002, režie Šimák), Raskolnikov – jeho zločin a jeho trest (2003, režie Morávek), Hvězdy nad Baltimore (2004, režie Pitinský) o Vlastu Burianovi nebo Běsy – Stavrogin je ďábel (2004, režie Morávek).
Ve zlomové sezóně 2005/2006 byly znovuuvedeny inscenace Zahradní slavnost a Rozvzpomínání a nového nastudování se dočkala i Balada pro banditu (2005, režie Morávek). Jako závěrečná inscenace probíhajícího projektu Sto roků kobry byla uvedena inscenace Bratři Karamazovi: Vzkříšení (2006, režie Morávek).
V červnu 2006 měly premiéru dva projekty, které navazovaly na tradici inscenování v nepravidelném prostoru: Všechny Shakespearovy ženy (2006, režie Plachý) a Kabaret GAGA (2006, režie Jelínek). V dalších letech byly uvedeny například inscenace Cirkus Havel aneb My všichni jsme Láďa (2008, režie Morávek), Cesta za Rusalkou (2008, režie Forman) nebo Hamlet (2009, režie Mikulášek). Dalšími významnými projekty této éry byly například Lásky jedné plavovlásky – Plavovlásky jedné lásky (2012, režie Morávek), Ze života hmyzu – Oh! Jaká podívaná! (2013, režie Morávek), Amadeus (tj. milovaný Bohem) (2014, režie Morávek), Myši Natalie Mooshabrové (2014, režie Pitinský) nebo Mein Švejk (Operetta. Komedie. Smrt) (2015, režie Pitinský).
Nové umělecké vedení divadla (v čele s Annou Davidovou, později Martinem Sládečkem) klade důraz na nepodbízivou dramaturgii současných témat a neotřelých předloh. Důležitým momentem je v ní také otvírání divadla rozmanitým estetikám i skupinám diváků. Mezi oceňované inscenace se řadí např. Vitka (2018, režie Anna Davidová), Chazarský slovník (2022, režie Mikulášek) nebo Vykouření (2023, režie Havelka).